# NGC 6910
NGC 6910 (другое обозначение — OCL 181) — рассеянное скопление в созвездии Лебедь.
Этот объект входит в число перечисленных в оригинальной редакции «Нового общего каталога».